# Sami Lahssaini
Sami Lahssaini, né le 18 septembre 1998 à Liège en Belgique, est un footballeur belgo-marocain qui joue au poste de milieu de terrain à la RAAL La Louvière.

## Biographie

### En club

#### Jeunesse et formation
Sami Lahssaini naît à Liège en Belgique au sein d'une famille marocaine originaire de Berkane. Il intègre très jeune le centre de formation du Standard de Liège avec lequel il joue pendant onze ans avant de rejoindre le RFC Seraing.
Avec le RFC Seraing, il joue avec la catégorie des U17, U19 et espoirs. Faisant partie des meilleurs joueurs dans les catégories inférieures, il est remarqué par l'entraîneur en équipe première Christophe Grégoire qui cite : « Il a déjà porté l’équipe à plusieurs reprises. C’est remarquable. Il est talentueux… Dès que je l’ai vu, en Espoirs alors que je n’avais pas encore signé à Seraing. J'ai dit à Axel Lawarée qu'il fallait absolument le conserver. ». Conservé en équipe première, il s'entraîne régulièrement avec les professionnels à l'âge de dix-huit ans et prend part aux matchs de pré-saison sous la houlette de l'entraîneur Christophe Grégoire qui mise sa confiance sur le jeune espoir.
Le 20 août 2017, il entre en jeu à l'occasion d'un match de Coupe de Belgique face au K Bocholter VV (défaite, 2-1). Auteur d'une bonne entrée malgré la défaite, il reçoit une semaine plus tard sa première titularisation en troisième division belge face à l'AS Verbroedering Geel (défaite, 0-2). Le 20 janvier 2018, il inscrit son premier but avec le club face au KMSK Deinze (victoire, 2-3).

#### FC Metz et prêts
Le 3 janvier 2019, il s'engage pour quatre saisons en faveur du FC Metz, après un transfert raté au Standard de Liège. Le FC Metz et le RFC Seraing trouvent un accord pour terminer la saison en Belgique sous forme de prêt. Il termine ainsi la saison 2018-2019 en jouant avec les Sérésiens.
En juillet 2019, il rejoint la France et l'équipe réserve du FC Metz pour jouer ses premiers matchs en National 3. Le 24 août 2019, il dispute son premier match sous le maillot du FC Metz B face à l'AS Pierrots (victoire, 2-3). Il termine la saison 2019-2020 en tant que champion avec le FC Metz B en ayant joué huit matchs.
Le 15 juin 2020, Seraing et Metz trouvent un nouvel accord pour prêter une deuxième fois le joueur en Belgique, pour évoluer cette fois-ci en deuxième division belge. Lahssaini gagne rapidement sa place au sein de l'effectif et devient un joueur clé de la saison 2020-2021, remportant une dizaine de matchs et permettant à son équipe de monter en haut du classement. Le 26 mars 2021, il prolonge son contrat au FC Metz jusqu'en mi-2024. En fin de saison, Seraing et Lahssaini assurent une montée historique en Jupiler Pro League. Dans la foulée, le 21 juillet 2022, un nouveau prêt de Sami Lahssaini au RFC Seraing est officialisé par les médias,,,. 
Lors de la saison 2021-2022, il dispute ses premiers matchs en première division belge. En première partie de saison, il se blesse gravement à l'entraînement et est contraint d'être éloigné des terrains pendant plus de quatre mois à la suite d'une déchirure du ligament interne du genou. À peine de retour de blessure en avril, il est de nouveau victime d'une blessure à la cuisse droite qui l'éloigne des terrains pour le reste de la saison,.
En janvier 2024, Lahssaini est prêté jusqu'au terme de la saison à la RAAL La Louvière.

### En sélections nationales
Possédant un double passeport belge et marocain, il déclare en février 2019, trancher en faveur de la première sélection nationale qui se présente, tout en assurant un penchant pour son choix de cœur, l'équipe du Maroc.

## Palmarès

### En club
|  |  | FC Metz rés. - Championnat de France de National 3 (1) : - Champion : 2020 |  | RFC Seraing - Championnat de Belgique de deuxième division : - Vice-champion : 2021 |  | RAAL La Louvière - Championnat de Belgique de deuxième division : - Vice-champion : 2025 - Championnat de Belgique de Nationale 1 (1) : - Champion : 2024 |